# KlimaHaus

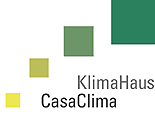
Logo des Zertifizierungssystems

KlimaHaus (italienisch: CasaClima, englisch: ClimateHouse) ist ein Zertifizierungssystem für energieeffizientes Bauen in der Autonomen Provinz Bozen – Südtirol. Es wurde 2002, angelehnt an die EU-Gebäuderichtlinie 2002/91/EG, als erstes Gebäudelabel in Italien eingeführt und ist ein Standard für ökologisches, ressourcenschonendes und nachhaltiges Bauen.
In der Autonomen Provinz Bozen – Südtirol ist der KlimaHaus Baustandard für Niedrigenergiehäuser gesetzlich vorgeschrieben.
2005 wurde der Mindeststandard der Energieeffizienz der Gebäudehülle mit der Klasse C für Neubauten obligatorisch festgelegt. Ab dem 13. Juni 2011 war der Standard KlimaHaus B (sogenanntes 5 Liter Haus) als Mindestenergieeffizienzklasse für neue Gebäude verpflichtend.
Die Südtiroler Landesregierung hat ab dem 1. Januar 2017 den Mindeststandard für neue Wohngebäude auf KlimaHaus-Standard A (sogenanntes 3 Liter Haus) angehoben.

## Geschichte
KlimaHaus wurde in den Jahren 2000 bis 2002 im Amt für Luft und Lärm der Autonomen Provinz Bozen – Südtirol unter der Führung von Amtsdirektor N. Lantschner entwickelt.
Die Vereinten Nationen luden im November 2005 das Projekt „KlimaHaus“ zur 11. Weltklimakonferenz nach Montreal ein. KlimaHaus wurde unter 21 Projekten als Beispiel für konkreten und nachhaltigen Klimaschutz ausgewählt.
KlimaHaus befindet sich in einer kontinuierlichen Expansion. Mitte 2011 gab es bereits 3.200 zertifizierte KlimaHäuser in ganz Italien.

## Die KlimaHaus Agentur
Die KlimaHaus Agentur Bozen wurde 2006 gegründet. Im Jahr 2014 wurde die KlimaHaus Agentur GmbH, eine Inhouse-Gesellschaft des Landes Südtirol, in die Agentur für Energie Südtirol – KlimaHaus überführt, eine Hilfskörperschaft der Autonomen Provinz Bozen – Südtirol.
Die KlimaHaus-Zertifizierung ist die offizielle Bescheinigung des Energiebedarfs eines Gebäudes und wird ausschließlich von der KlimaHaus Agentur durchgeführt.
Diese ist dabei nicht in die Bauprozesse eingebunden, arbeitet aber mit externen KlimaHaus Auditoren zusammen. Die Auditoren führen Kontrollen nach einheitlichen Verfahren durch.
Die Kernarbeitsfelder der KlimaHaus Agentur liegen in der Information und Sensibilisierung der Öffentlichkeit rund um das Thema Bauen und Energie. Die Agentur bietet Kurse für Planer, Handwerker und Bauherren an.

## KlimaHaus Klassen
Entsprechend dem Heizenergiebedarf werden Gebäude nach folgenden Klassen unterschieden:
- KlimaHaus Gold: Heizenergiebedarf unter 10 kWh/(m²·a)
- KlimaHaus A: Heizenergiebedarf unter 30 kWh/(m²·a)
- KlimaHaus B: Heizenergiebedarf unter 50 kWh/(m²·a)

## Zertifizierung
Die Zertifizierung der KlimaHaus Agentur stuft die Gebäude nach der Energieeffizienz der Gebäudehülle ein. Die Energieeffizienz ist Grundlage für die Festlegung der KlimaHaus Klassen.
In der technischen KlimaHaus-Richtlinie wird der Ablauf der Zertifizierung festgelegt. Diese definiert präzise Regeln für die Berechnung der beheizten Gebäudehülle und des beheizten Volumens sowie die Vermeidung von Wärmebrücken, sommerlichen Wärmeschutz und vieles mehr.
Seit dem 1. März 2010 ist ein Luftdichtigkeitstest (Blower Door Test) für neue Wohngebäude und Büros vorgeschrieben.
Die Einstufung in Energiebedarfsklassen erfolgt nach Prüfung der Bauausführung bzw. Fertigstellung des Projekts. Die KlimaHaus Agentur führt Lokalaugenscheine und Kontrollen
auf den Baustellen durch. Nach einer Endkontrolle wird der KlimaHaus Energieausweis ausgestellt und die Plakette übergeben.

## Der KlimaHaus Energieausweis
Der Energieausweis für ein Gebäude gibt Auskunft über die Energieeffizienz eines Gebäudes und ist ein Hilfsmittel um die Energiekosten abzuschätzen. Der KlimaHaus Energieausweis kann für alle Gebäudenutzungstypen beantragt werden.
Der Energieausweis informiert über:
- Die Energieeffizienz der Gebäudehülle: Sie spiegelt die Qualität der Energieeinsparung des Gebäudes wider.
- Die Gesamtenergieeffizienz: Sie beschreibt die energetische Qualität der Gebäudehülle und die eingebaute Haustechnik.
- Die Nachhaltigkeit des Gebäudes: Sie bewertet die verwendeten Materialien und Systeme unter ökologischen Gesichtspunkten.

## KlimaHausnature
Neben dem Energiebedarf für das Wohnen bewertet KlimaHaus nature auch quantitativ die Umweltverträglichkeit und den Aufwand an Energie für Baumaterialien.
Ein Ansuchen für eine KlimaHausnature-Zertifizierung setzt folgende Kriterien voraus:
- Heizwärmebedarf ≤ 50 kWh/m²a
- CO2- Emissionen ≤ 20 kg/m²a
- Baumaterialien: KlimaHausnature Bewertung < 200 Punkte (Pro KlimaHaus 2009)
- Ressourcen:

–  Kein Tropenholz oder Hölzer aus Schutzgebieten
–  Wasser: technische Maßnahmen zur Minderung des Wasserverbrauchs
–  Reduzierung der Bodenversiegelung
–  Verwendung von Materialien, die die Grenzwerte der technischen Richtlinie KlimaHausnature der Emissionen (z. B. VOC, Formaldehyd) einhalten
KlimaHausnature bewertet den Bau nach drei Indikatoren für die Umweltbelastung:
- Bedarf von Primärenergiebedarf aus nicht erneuerbaren Ressourcen PEI n.e. [MJ]
- Versauerungspotenzial AP [kg CO2 Äquivalent]
- Treibhauspotenzial GWP [kg CO2 Äquivalent]

Neben KlimaHausnature gibt es noch andere Zertifizierungssysteme für energieeffiziente und nachhaltige Gebäude: KlimaHotel, KlimaHaus Habitat (Wohnsiedlungen), KlimaHaus Wine (Weinkellereien), KlimaHaus Work & Life (multifunktionale Gebäude) und KlimaHaus MobileHome (mobile Wohnhäuser).